# Chlorocytus agropyri
Chlorocytus agropyri är en stekelart som beskrevs av Graham 1965. Chlorocytus agropyri ingår i släktet Chlorocytus och familjen puppglanssteklar. Inga underarter finns listade i Catalogue of Life.